# Pedro Marcos Bilbao
Pedro Marcos Bilbao (n. a Bilbao) va ser un mariner i periodista basc. Va obtenir el grau de capità de marina mercant i va combatre durant la Guerra Civil Espanyola com a comandant de diversos vaixells de la Marina del Govern d'Euzkadi de la Segona República Espanyola. En acabar el conflicte es va exiliar a la Gran Bretanya, on poc després va actuar com a corresponsal de la BBC durant la Segona Guerra Mundial i director del seu departament per a Amèrica Llatina, així com per l'Atlantic-Pacific Press Agency de Gran Bretanya.
Després es va establir al Canadà, on va treballar pel departament en castellà de la Canadian Broadcasting Corporation (CBC). Fou guardonat amb un dels premis Ondas 1959 com a millor director de programes en castellà a l'estranger.